# Sportiva Sturla

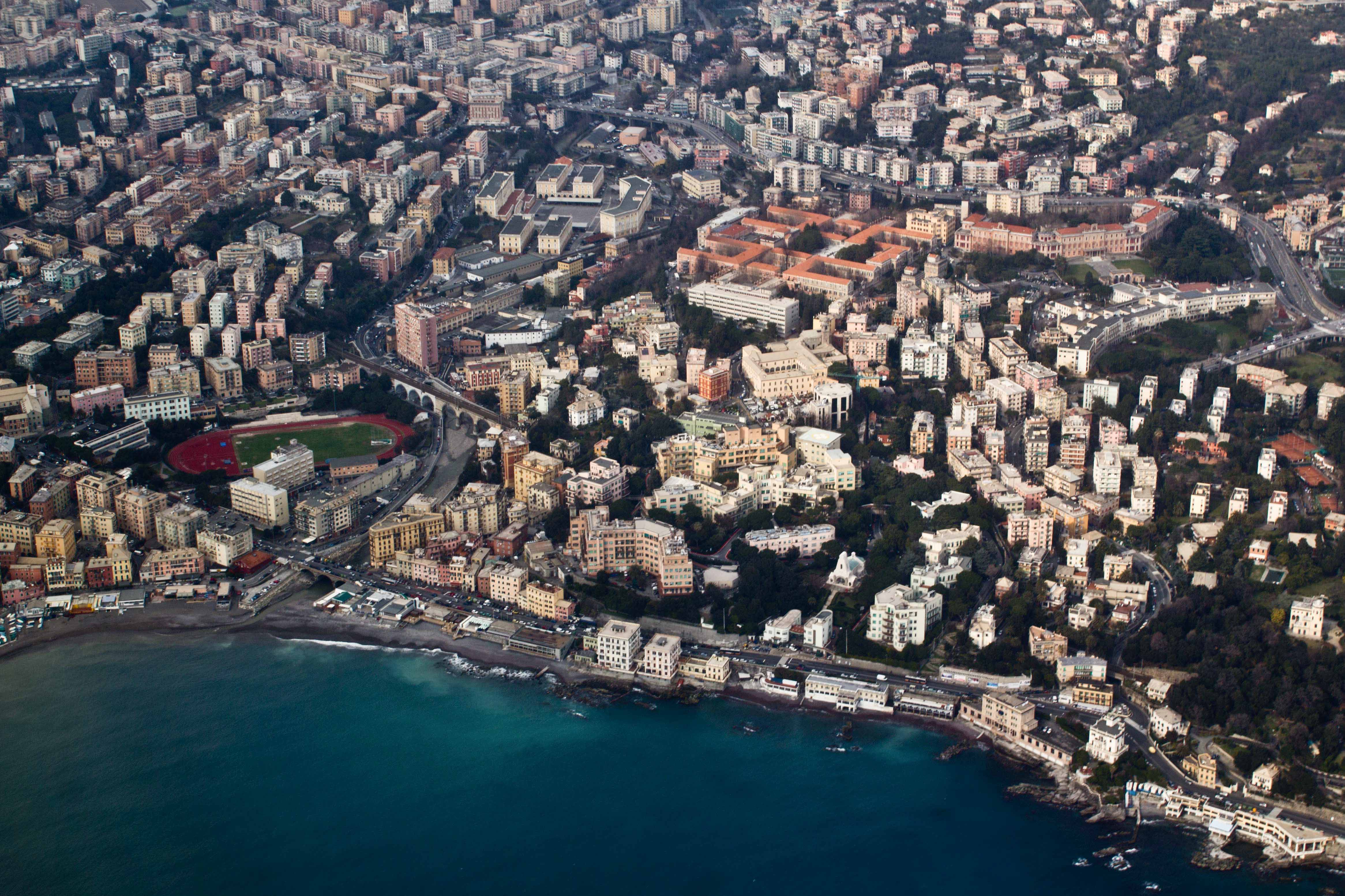
Il Golfo di Sturla, luogo di nascita e da sempre "casa" della Sportiva Sturla: al centro, lungo il litorale, lo Chalet e gli impianti natatori.

La Sportiva Sturla è una società sportiva di nuoto, pallanuoto e nuoto per salvamento dell'omonimo quartiere di Genova.

## Storia
Alla sua fondazione nel 1920, sotto l'originale denominazione "Sportiva Sturla-Quarto", ha promosso il nuoto, pallanuoto, ciclismo e calcio, dedicandosi negli anni successivi solamente agli sport acquatici. La sede sociale di via 5 maggio è costituita dallo "Chalet" storico, costruito nel 1924 con pregiati materiali, provenienti da un piroscafo in demolizione, e passato indenne attraverso la Seconda Guerra Mondiale, tempi in cui si prospettò la demolizione della struttura.
Nel 1946, al chiudersi del conflitto, la Sportiva Sturla-Quarto assume la denominazione attuale: "Sportiva Sturla".
Nel 1973 vengono inoltre costruite ed inaugurate le piscine sociali (vasca grande e vasca piccola), attigue allo chalet e successivamente intitolate alla memoria del presidente Federico Battezzati, principale artefice del progetto.

### Settore nuoto
La Sportiva Sturla partecipa ai Campionati regionali e nazionali di nuoto organizzati dalla Federazione Italiana Nuoto nelle categorie Esordienti, Ragazzi, Juniores e Assoluti, e a trofei e manifestazioni in Italia e in Europa.

### Settore nuoto master
Il nuoto master prese l'avvio nel 1974 proprio da manifestazioni organizzate dalla Società.

### Settore nuoto per salvamento
Dal 2009 la società è attiva nel settore del nuoto per salvamento, conseguendo risultati di livello nazionale e internazionale, sia nel settore giovanile che assoluto.
Nel quadriennio olimpico 2021-2024 la squadra di nuoto per salvamento ha conquistato 8 titoli italiani Surflifesaving di cui 3 assoluti e 5 di categoria ed ha portato a vestire la maglia azzurra, in occasioni di Campionati Europei e Mondiali i seguenti atleti:
- Andrea Rossi (Campionato Europeo Youth 2021)
- Cecilia Moretti (Campionato Europeo Youth 2023, 2024)
- Lorenzo Omero (Campionato Europeo Assoluto 2023)
- Carlotta Tortello (Campionato Mondiale Assoluto 2024)
- Nicolò Di Tullio (Campionato Mondiale Assoluto 2024)

## Settore pallanuoto
Con le squadre giovanili partecipa a tutti i campionati pallanuotistici nazionali federali. Vanta nel proprio palmarès anche uno scudetto, conquistato nel 1923.

### Palmarès
- Campionato italiano: 1

1923
- Trofeo del Giocatore: 1

1949

### Trofei giovanili
- Campionato italiano Juniores: 1

1982
- Campionato italiano Juniores B: 4

1970, 1971, 1976, 1981
- Campionato italiano Allievi: 1

1980

## Albo d'oro degli altri settori sportivi

### Nuoto
- 5 affermazioni al Trofeo Corbari (classifica nazionale FIN delle discipline acquatiche),
- 3 affermazioni nella Coppa Scarioni (1936, 1937, 1938),

Inoltre, tra i suoi Soci "Distintivo d'Oro" e "Onorari", la Sportiva Sturla annovera: Fulvio Cerofolini (ex-sindaco di Genova), Giovanna Marchi, Giovanna Burlando, Maurizio Divano, Bruno Micossi, Cav. Federico Battezzati, Amm. Luigi Durand de la Penne, Lorenzo Podestà e Lina Volonghi.

## Manifestazioni sportive storiche
La società organizza le seguenti manifestazioni:
- Miglio Marino di Sturla: la più antica manifestazione di nuoto in mare aperto in Italia, nata nel 1913 e organizzata dalla Sportiva Sturla a partire dal 1921.
- Memorial Morena: manifestazione internazionale di nuoto giovanile organizzata ogni due anni dal 1969, con la partecipazione regolare di rappresentative e club natatori esteri quali Unione Sovietica, DDR, Jugoslavia, CSI, Francia, Portogallo, Svizzera, Russia, Svizzera, Stati Uniti d'America.
- Torneo del Mare – Trofeo Panarello: torneo di pallanuoto organizzato dal 2004, nel tratto di mare prospiciente la sede sociale.

## Settori sportivi non più in attività
Alla sua fondazione, la Sportiva Sturla si fece promotrice degli sport del Calcio e del Ciclismo, sviluppando anche l'attività della Vela, questo sino alla Seconda Guerra Mondiale. Inoltre, a partire rispettivamente dal 1935 e dal 1985, furono attivi portando lustro e prestigio ai colori della Sportiva Sturla i settori dei Tuffi e del Nuoto Sincronizzato. Il primo verrà chiuso nel 1990, mentre il secondo nel 2004, a causa dei costi insostenibili.